# Liocarcinus marmoreus
Espèce
Liocarcinus marmoreus, le Portune marbré, est une espèce de crabes de la famille des Carcinidae, des Portunidae ou des Polybiidae selon les classifications.

## Description et caractéristiques

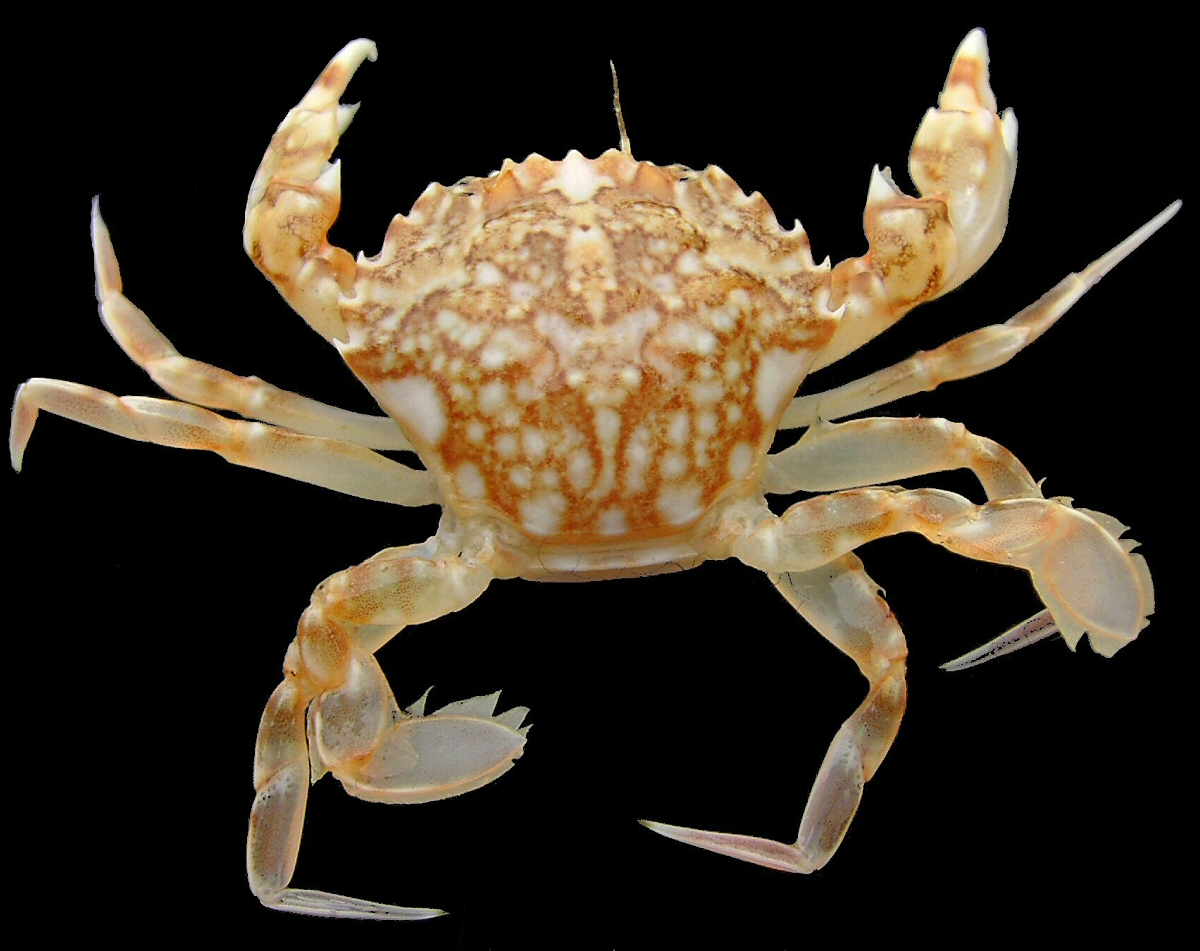
Liocarcinus marmoreus

## Distribution
Cette espèce se rencontre dans l'Atlantique Nord des Açores à la mer d'Alboran et dans la mer du Nord.

## Référence
- Leach, 1814 : Crustaceology. The Edinburgh Encyclopædia. vol. 7. p. 385–437.